# Saint-Martial-Viveyrol
 Saint-Martial-Viveyrol  (en occitano Sent Marçau Vivairòus) es una población y comuna francesa, situada en la región de Aquitania, departamento de Dordoña, en el distrito de Périgueux y cantón de Verteillac.

## Demografía
| 339 | 318 | 264 | 271 | 267 | 235 |
| Para los censos de 1962 a 1999 la población legal corresponde a la población sin duplicidades (Fuente: INSEE [Consultar]) |     |     |     |     |     |